# زمین‌لرزه ۱۹۷۶ فریولی
زمین‌لرزه فریولی  در تاریخ ۶ مه ۱۹۷۶ میلادی، برابر با ‎۱۶ اردیبهشت ۱۳۵۵، ساعت ۲۰:۰۰:۱۱ به زمان یوتی‌سی در ایتالیا، منطقه فریولی رخ داد. ژرفای این زلزله ۱۷٫۶ کیلومتر بود. بزرگی آن ۶٫۵ در مقیاس Mw اعلام شده‌است. زمین‌لرزه به وقت محلی در روز پنج‌شنبه، ساعت ۲۱ روی داده و منطقه زمانی آن یوتی‌سی +۱ بوده‌است (با لحاظ تغییر ساعت تابستانی).
سازمان زمین‌شناسی آمریکا نیز رومرکز این زمین‌لرزه را در مختصات ۴۶°۲۱′۲۲″شمالی ۱۳°۱۶′۳۰″شرقی / ۴۶٫۳۵۶°شمالی ۱۳٫۲۷۵°شرقی و ژرفای آن را در ۹ کیلومتر گزارش کرده‌است. بزرگی برگزیدهٔ آن ۶٫۵ در مقیاس Ms بوده‌است. این سازمان، از دید اثر، در میان سه دسته‌بندی «نامحسوس»، «محسوس»، «زیان‌آور» یا «با تلفات»، زلزله را «با تلفات» اعلام کرده‌است.
پروژهٔ «تنسور گشتاور مرکزوار» زاویه‌های (راستا، شیب، ریک) گسل سازندهٔ زمین‌لرزه و صفحه عمود بر آن را (°۲۸۴، °۱۸، °۱۱۹) یا (°۷۴، °۷۴، °۸۱) و نوع گسل را «معکوس» فرارسانده‌است.
شمار کشتگان زلزله حدود ۹۶۵ نفر بوده‌است. تعداد زخمی‌ها ۲۴۰۰ نفر برآورده شده‌است.بی‌خانمان شدگان نیز ۱۰۵۰۰۰ نفر اعلام شده‌است.